# Las Aves
Las Aves (span. Archipiélago Las Aves) ist eine unbewohnte Inselgruppe im Karibischen Meer, nördlich der Küste von Venezuela zwischen den Inseln Bonaire im Westen und Los Roques im Osten gelegen. Administrativ gehören die Inseln zu den Dependencias Federales (Bundesterritorien). 
Las Aves besteht aus zwei Atoll-artigen Korallenriff-Komplexen mit jeweils etwa 8 km Durchmesser:
- Aves de Barlovento (bei 11° 59′ N, 67° 27′ W), ist das östliche Korallenriff und besteht aus zwei Inseln und zwei Cays.
- Aves de Sotavento (bei 12° 0′ N, 67° 40′ W), ist das westliche Korallenriff und besteht aus vier Inseln und drei Cays.

Alle Inseln zusammen weisen eine Landfläche von nur 3,35 km² auf.
Am Korallenriff von Aves de Barlovento verunglückte im Jahr 1678 eine französische Flotte unter dem Kommando von Admiral Jean II. d’Estrées.
Die venezolanische Marine unterhält auf Aves de Sotavento eine Nebenstation der Küstenwache (La Estación Secundaria de Guardacostas) mit dem Namen Isla Aves de Sotavento, die der Hauptstation Puerto Cabello nachgeordnet ist.

## Karten

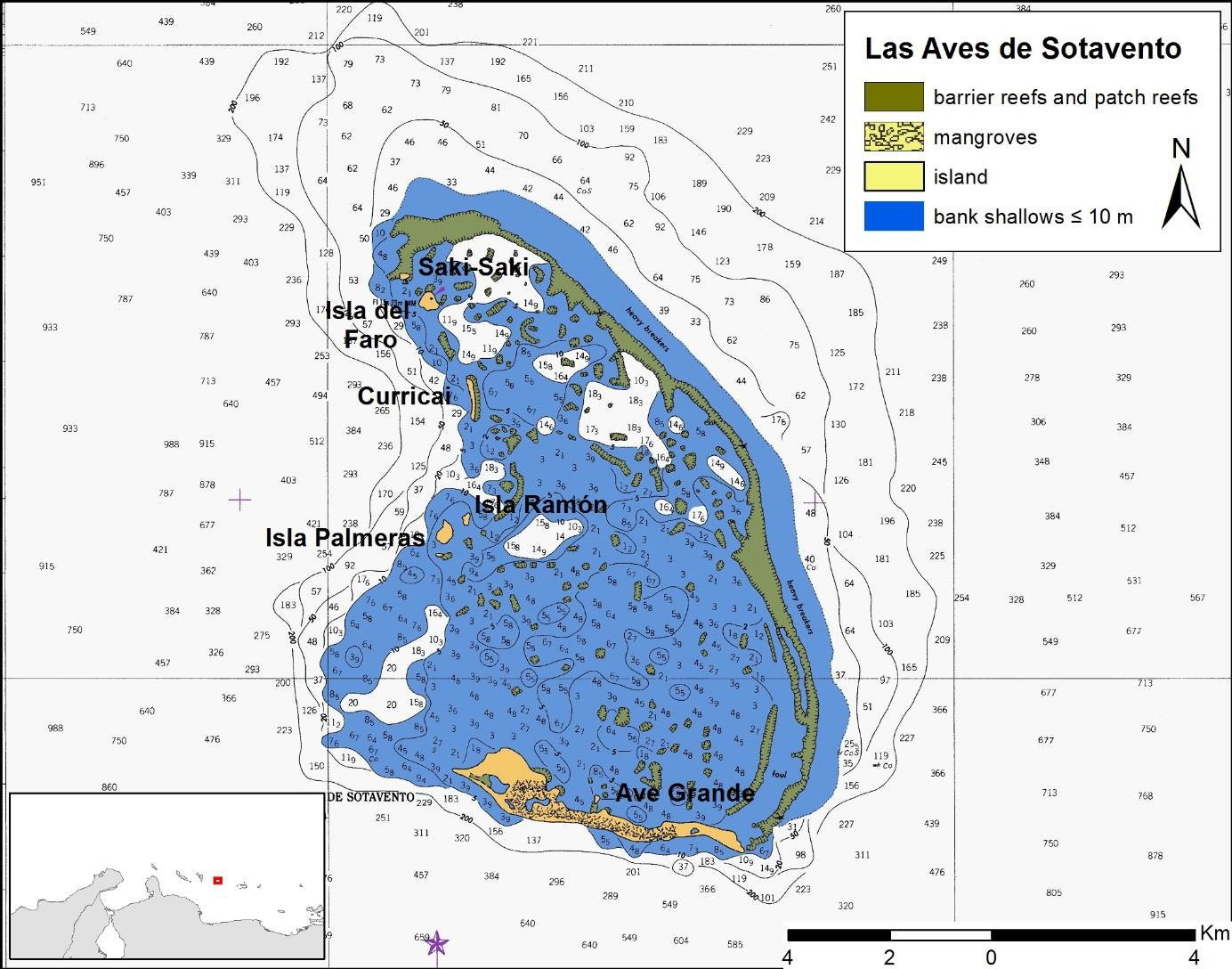
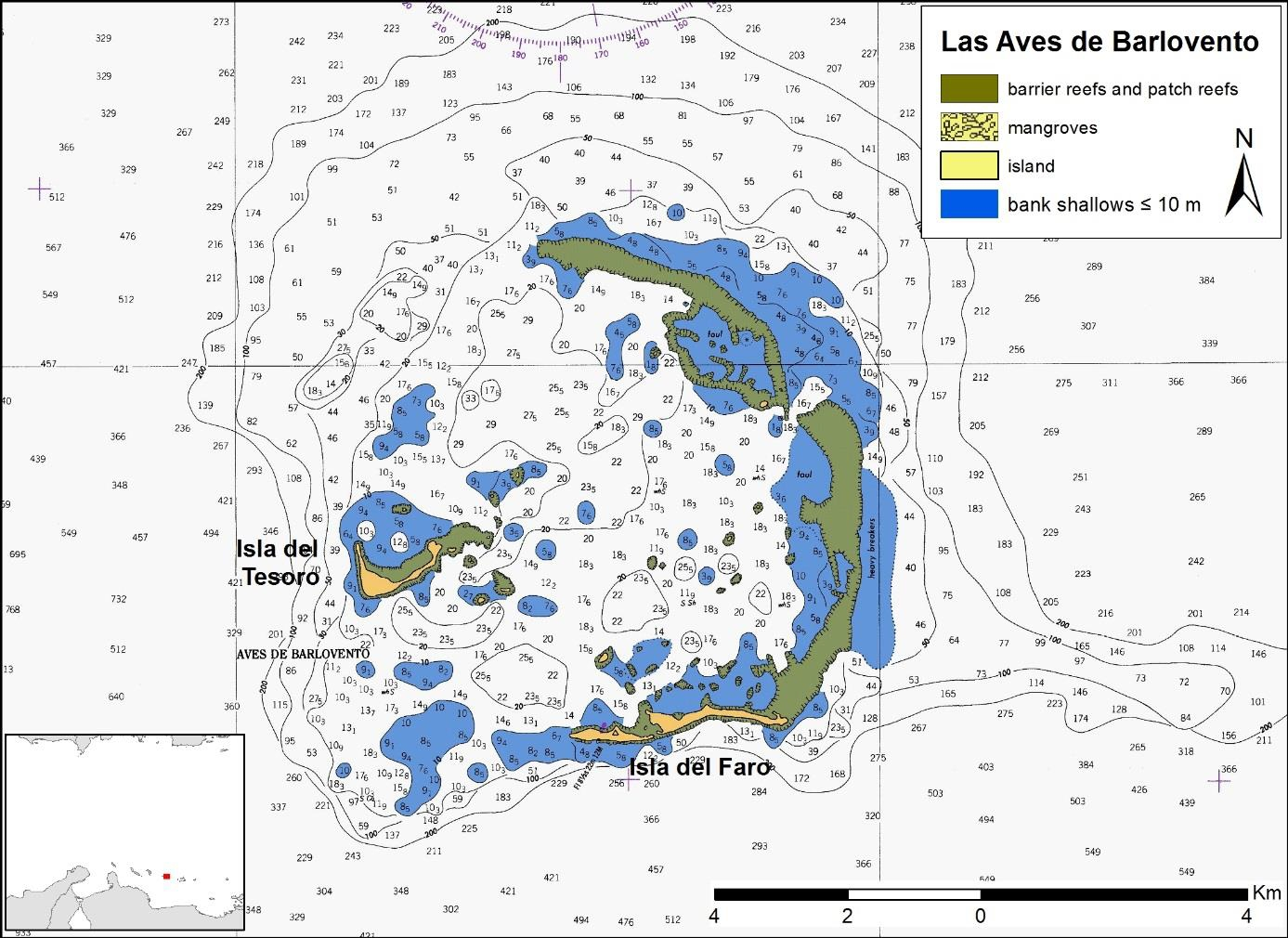